# Station Chantenay
Station Chantenay is een spoorwegstation in de Franse gemeente Nantes.